# Chipotla, Tlaxco
Chipotla är en ort i Mexiko.   Den ligger i kommunen Tlaxco och delstaten Puebla, i den sydöstra delen av landet, 150 km nordost om huvudstaden Mexico City. Chipotla ligger 1 001 meter över havet och antalet invånare är 203.
Terrängen runt Chipotla är kuperad åt nordost, men åt sydväst är den bergig. Runt Chipotla är det ganska tätbefolkat, med 192 invånare per kvadratkilometer. Närmaste större samhälle är Xicotepec de Juárez, 15,9 km sydost om Chipotla. Omgivningarna runt Chipotla är en mosaik av jordbruksmark och naturlig växtlighet.